# Kurihara Júzó
Kurihara Júzó (Jokohama, 1983. szeptember 18. –) japán válogatott labdarúgó.
A japán válogatott tagjaként részt vett a 2013-as konföderációs kupán.

## Statisztika
| Japán válogatott | Japán válogatott | Japán válogatott |
| Időszak          | Mérk.            | gól              |
| ---------------- | ---------------- | ---------------- |
| 2006             | 1                | 0                |
| 2007             | 0                | 0                |
| 2008             | 0                | 0                |
| 2009             | 0                | 0                |
| 2010             | 4                | 0                |
| 2011             | 3                | 0                |
| 2012             | 5                | 2                |
| 2013             | 7                | 1                |
| Összesen         | 20               | 3                |